# ميثانات خليوية
الميثانات الخليوية (الاسم العلمي: Methanocellaceae) هي فصيلة من العتائق تتبع رتبة الميثانيات الخليوية من شعيبة الميثاناوات الجرثومية .

## أجناس
- ميثانية خليوية